# Вирата, Сесар
Сесар Вирата (исп. Cesar Virata, род. 1930) — государственный и политический деятель Филиппин. Занимал должность премьер-министра страны с 1981 по 1986 год. Сесар Вирата — внучатый племянник первого президента Филиппин Эмилио Агинальдо.

## Биография
Родился 12 декабря 1930 года в городе Кавите. В 1970 году начал работать в правительстве на должности министра финансов. Вирата распоряжался бюджетом страны и занимался реструктуризацией долгов при работе с международными кредитно-денежными организациями. В последние годы режима Маркоса (1965—1986) в стране начался массовый дефицит товаров, частично вызванный нефтяным кризисом. По этой причине по стране прокатились массовые демонстрации против Фердинанда Маркоса, который обвинялся оппозицией в государственной бесхозяйственности, политических репрессиях и коррупции.
В должности премьер-министра Вирата сделал приоритет на энергетической отрасли, в стране было построено несколько гидроэлектростанций, а также начала развиваться угольная промышленность. Благодаря этим шагам правительства Филиппины стали менее зависимой страной от иностранных источников энергии.
После ухода с должности премьер-министра, он стал заниматься частным предпринимательством. Является президентом Ассоциации банкиров Филиппин.